# Dianthus falconeri
Dianthus falconeri là loài thực vật có hoa thuộc họ Cẩm chướng. Loài này được Edgew. & Hook.f. mô tả khoa học đầu tiên năm 1874.